# Odontolabis intermedia
Odontolabis intermedia is een keversoort uit de familie vliegende herten (Lucanidae). De wetenschappelijke naam van de soort is voor het eerst geldig gepubliceerd in 1889 door Van de Poll.